# Wagram (województwo lubelskie)
Wagram – wieś w Polsce położona w województwie lubelskim, w powiecie łukowskim, w gminie Łuków.
W latach 1975–1998 miejscowość należała administracyjnie do województwa siedleckiego.
Wieś stanowi sołectwo w gminie Łuków. Według danych z 30 czerwca 2013 roku wieś liczyła 105 mieszkańców.
Położenie fizycznogeograficzne. Miejscowość znajduje się w środkowozachodniej części Równiny Łukowskiej, w dorzeczu Krzny Południowej.
W sąsiedztwie wsi znajduje się rezerwat florystyczny Las Wagramski.
Wierni Kościoła rzymskokatolickiego należą do parafii Najświętszego Serca Pana Jezusa w Zarzeczu Łukowskim.